# Llistes de dades dels elements químics
Les següents llistes proporcionen informació sobre dades relatives als elements químics.
- Llista d'elements per nombre atòmic
- Llista de la configuració electrònica dels elements químics
- Llista de la densitat dels elements químics
- Llista de l'afinitat electrònica dels elements químics
- Llista del punt de fusió dels elements químics
- Llista del punt crític dels elements químics
- Llista de la calor de fusió dels elements químics
- Llista de la calor de vaporització dels elements químics
- Llista de la capacitat calorífica dels elements químics
- Llista de la pressió de vapor dels elements químics
- Llista de l'electronegativitat dels elements químics
- Llista de l'energia d'ionització dels elements químics
- Llista del radi atòmic dels elements químics
- Llista de la resistivitat elèctrica dels elements químics
- Llista de la conductivitat tèrmica dels elements químics
- Llista del coeficient de dilatació tèrmica dels elements
- Llista de la velocitat del so dels elements químics
- Llista de les propietats elàstiques dels elements químics
- Llista de la duresa dels elements químics
- Llista de l'abundància dels elements químics
- Llista dels estats d'oxidació dels elements químics